# Курташки
Курташки (мокш. Кърхтаж) — село в Атюрьевском районе Республики Мордовия. Является административным центром Курташкинского сельского поселения.
Впервые упоминается в 1869 в «Списке населённых мест Пензенской губернии».

## Географическое положение
Село находится в 9 километрах от районного центра Атюрьево, в 30 километрах от железнодорожной станции Торбеево, в 140 километрах от столицы Мордовии — Саранска. Рядом проходит автодорога регионального значения Р—180 Новые Выселки—Саранск.
В селе есть пять улиц:
- Кирова
- Новая
- Приречная
- Центральная
- Школьная

Находится на речке Ляче (Ляця), в 7 км от районного центра и 40 км от железнодорожной станции Торбеево. Название-характеристика: крхтаж «опалённая поляна». Основателем считают Гаврила Полькина, первого переселенца из с. Атюрьева, женатого на дочери татарского князя Ураза. В 1869 году в Курташках насчитывалось 139 дворов. В 1930 году — 400 дворов (около 2 тыс. чел.); был создан колхоз им. Горького, с конца 1990-х гг. — СХПК «Рассвет». В современном селе — средняя школа, Дом культуры, библиотека, медпункт, магазин. Курташки — родина юриста А. И. Чучаева, математика И. И. Чучаева. В Курташкинскую сельскую администрацию входят с. Оброчное (189 чел.) и Булдыга (7), д. Уразовка (4 чел.).

## Экономика
На территории Курташкинского сельского поселения находятся три сельхозпредприятия: ООО «Курташкинское», ООО «Оброченское» и КФХ «Симайкин», ЛПХ-313.

## Население
| 2002 | 2010 |
| ---- | ---- |
| 747  | ↗748 |

Население села составляет 893 человека. Возрастная структура населения на 01.01.2009 года трудоспособное 505 человек, моложе трудоспособного 199 человек, старше трудоспособного 189 человек.
В основном население занимается животноводством и растениеводством.